# Копа Америка 1991.
Копа Америка 1991.  је било тридесет пето издање овог такмичења, КОНМЕБОЛ такмичење Јужноамеричких репрезентација. По новом ротационом систему домаћинстава, Чиле, као трећа држава по абецеди, био је домаћин турнира од 6. до 21. јула. На крају првенства, Аргентина је освојила титулу по тринаести пут у својој историји, први пут после 1959. године. Друго место припало је Бразилу, а треће репрезентацији Чилеа. Батистута, репрезентативац Аргентине, био је најбољи стрелац првенства са шест постигнутих голова.

## Учесници
На првенству Јужне Америке учествовало десет репрезентација: Боливија, Перу, Бразил, Колумбија, Еквадор, Парагвај, Аргентина, Уругвај, Чиле и Венецуела. Бразил је био актуелни шампион. 
1.  Аргентина

2.  Бразил

3.  Боливија

4.  Венецуела

5.  Еквадор

6.  Колумбија

7.  Парагвај

8.  Перу

9.  Уругвај

10.  Чиле

## Градови домаћини и стадиони
| Сантјаго          | КонсепсионСантјагоВалпараисоВиња дел Мар | Консепсион       |
| ----------------- | ---------------------------------------- | ---------------- |
| Насионал          | КонсепсионСантјагоВалпараисоВиња дел Мар | Естер Роа        |
| Датотека: 70.000  | КонсепсионСантјагоВалпараисоВиња дел Мар | Датотека: 35.000 |
|                   | КонсепсионСантјагоВалпараисоВиња дел Мар |                  |
| Виња дел Мар      | КонсепсионСантјагоВалпараисоВиња дел Мар | Валпараисо       |
| Стадион Саусалито | КонсепсионСантјагоВалпараисоВиња дел Мар | Фигероа Брандер  |
| Капацитет: 20.000 | КонсепсионСантјагоВалпараисоВиња дел Мар | Датотека: 19.000 |
|                   | КонсепсионСантјагоВалпараисоВиња дел Мар |                  |

## Први круг
Турнир је био организован тако да су деасет репрезентација биле подељене у две групе по пет екипа. Сваки тим је одиграо по један меч против сваког другог тима у истој групи. По два најбоља тима из сваке групе пласирали су се у завршну фазу.
Два поена су додељена за победу, један бод за реми, а ниједан бод за пораз. 
- У случају нерешених резултата
  - Ако тимови заврше са изједначеним поенима, користе се следећи тај-брејкови:

  1. већа гол -разлика у свим утакмицама у групи;
  2. већи број постигнутих голова у свим групним утакмицама;
  3. победник у међусобној утакмици између дотичних тимова;
  4. жреб

### Група А
| Репрезентација | И | Д | Н | И | ДГ | ПГ | ГР  | Бод. |
| -------------- | - | - | - | - | -- | -- | --- | ---- |
| Аргентина      | 4 | 4 | 0 | 0 | 11 | 3  | +8  | 8    |
| Чиле           | 4 | 3 | 0 | 1 | 10 | 3  | +7  | 6    |
| Парагвај       | 4 | 2 | 0 | 2 | 7  | 8  | −1  | 4    |
| Перу           | 4 | 1 | 0 | 3 | 9  | 9  | 0   | 2    |
| Венецуела      | 4 | 0 | 0 | 4 | 1  | 15 | −14 | 0    |

### Утакмице
| Чиле                     | 2–0 | Венецуела |
| ------------------------ | --- | --------- |
| Рубио 22’ · Заморано 34’ |     |           |

| Парагвај   | 1–0 | Перу |
| ---------- | --- | ---- |
| Монзон 21’ |     |      |

| Чиле                                                 | 4–2 | Перу                        |
| ---------------------------------------------------- | --- | --------------------------- |
| Рубио 16’ · Контрерас 51’ (пен.) · Заморано 61’, 74’ |     | Маестри 59’ · дел Солар 71’ |

| Аргентина                              | 3–0 | Венецуела |
| -------------------------------------- | --- | --------- |
| Батистута 28’, 50’ (пен.) · Каниђа 43’ |     |           |

| Парагвај                                                         | 5–0 | Венецуела |
| ---------------------------------------------------------------- | --- | --------- |
| Нефа 34’ · Гвирланд 38’ · Монзон 75’, 87’ (пен.) · Санабрија 81’ |     |           |

| Аргентина     | 1–0 | Чиле |
| ------------- | --- | ---- |
| Батистута 81’ |     |      |

| Перу                                                            | 5–1 | Венецуела            |
| --------------------------------------------------------------- | --- | -------------------- |
| Ла Роса 9’, 55’ · Каваљо 21’ (а.г.) · дел Солар 58’ · Ирано 62’ |     | дел Солар 14’ (а.г.) |

| Аргентина                                              | 4–1 | Парагвај    |
| ------------------------------------------------------ | --- | ----------- |
| Батистута 40’ · Симеоне 61’ · Астрада 70’ · Каниђа 81’ |     | Кардозо 79’ |

| Аргентина                              | 3–2 | Перу                         |
| -------------------------------------- | --- | ---------------------------- |
| Латоре 3’ · Кравиото 51’ · Гарсија 57’ |     | Јањез 35’ (пен.) · Ирано 65’ |

| Чиле                                            | 4–0 | Парагвај |
| ----------------------------------------------- | --- | -------- |
| Рубио 12’ · Заморано 15’ · Естај 63’ · Вера 68’ |     |          |

### Група Б
| Репрезентација | И | Д | Н | И | ДГ | ПГ | ГР | Бод. |
| -------------- | - | - | - | - | -- | -- | -- | ---- |
| Колумбија      | 4 | 2 | 1 | 1 | 3  | 1  | +2 | 5    |
| Бразил         | 4 | 2 | 1 | 1 | 6  | 5  | +1 | 5    |
| Уругвај        | 4 | 1 | 3 | 0 | 4  | 3  | +1 | 5    |
| Еквадор        | 4 | 1 | 1 | 2 | 6  | 5  | +1 | 3    |
| Боливија       | 4 | 0 | 2 | 2 | 2  | 7  | −5 | 2    |

### Утакмице
| Колумбија    | 1–0 | Еквадор |
| ------------ | --- | ------- |
| де Авила 25’ |     |         |

| Уругвај    | 1–1 | Боливија      |
| ---------- | --- | ------------- |
| Кастро 73’ |     | Х. Суарез 16’ |

| Уругвај           | 1–1 | Еквадор     |
| ----------------- | --- | ----------- |
| Мендез 49’ (пен.) |     | Агинага 44’ |

| Бразил                      | 2–1      | Боливија             |
| --------------------------- | -------- | -------------------- |
| Нето 5’ (пен.) · Бранко 47’ | Извештај | Е. Санчез 89’ (пен.) |

| Колумбија | 0–0 | Боливија |
| --------- | --- | -------- |
|           |     |          |

| Бразил         | 1–1      | Уругвај    |
| -------------- | -------- | ---------- |
| Жоао Пауло 29’ | Извештај | Мендез 66’ |

| Еквадор                                            | 4–0 | Боливија |
| -------------------------------------------------- | --- | -------- |
| Агинага 32’ · Аволес 42’, 73’ · Рамирез 80’ (пен.) |     |          |

| Колумбија                  | 2–0      | Бразил |
| -------------------------- | -------- | ------ |
| де Авила 35’ · Игваран 66’ | Извештај |        |

| Уругвај    | 1–0 | Колумбија |
| ---------- | --- | --------- |
| Мендез 19’ |     |           |

| Бразил                                    | 3–1      | Еквадор   |
| ----------------------------------------- | -------- | --------- |
| Мазињо 8’ · М. Сантос 54’ · Л. Енрике 89’ | Извештај | Муњоз 12’ |

## Финална фаза
| Репрезентација | И | Д | Н | И | ДГ | ПГ | ГР | Бод. |
| -------------- | - | - | - | - | -- | -- | -- | ---- |
| Аргентина      | 3 | 2 | 1 | 0 | 5  | 3  | +2 | 5    |
| Бразил         | 3 | 2 | 0 | 1 | 6  | 3  | +3 | 4    |
| Чиле           | 3 | 0 | 2 | 1 | 1  | 3  | −2 | 2    |
| Колумбија      | 3 | 0 | 1 | 2 | 2  | 5  | −3 | 1    |

### Утакмице
| Аргентина                      | 3–2      | Бразил                     |
| ------------------------------ | -------- | -------------------------- |
| Франко 1’, 39’ · Батистута 46’ | Извештај | Бранко 5’ · Жоао Пауло 52’ |

| Чиле         | 1–1 | Колумбија   |
| ------------ | --- | ----------- |
| Заморано 74’ |     | Игваран 37’ |

| Аргентина | 0–0 | Чиле |
| --------- | --- | ---- |
|           |     |      |

| Бразил                         | 2–0      | Колумбија |
| ------------------------------ | -------- | --------- |
| Ренато 29’ · Бранко 76’ (пен.) | Извештај |           |

| Бразил                      | 2–0      | Чиле |
| --------------------------- | -------- | ---- |
| Оливеира 8’ · Л. Енрике 55’ | Извештај |      |

| Аргентина                   | 2–1 | Колумбија    |
| --------------------------- | --- | ------------ |
| Симеоне 11’ · Батистута 19’ |     | де Авила 70’ |

## Листа стрелаца
На овом првенству укупно 42 стрелаца је постигло 73 гола, титулу најбољег стрелца турнира је освојио аргентинац Батистута са 6 постигнутих голова.
| 6 голова - Батистута 5 голова - Заморано 3 гола - Бранко - Рубио - Авила - Монзон - Мендез 2 гола - Каниђа - Франко - Симеоне - Жоао Пауло - Л. Енрике - Оливеира - Игваран - Агвинага - Авилес - дел Солар - Ирано - Ла Роса | 1 гол - Астрада - Кравиото] - Гарсија - Латоре - Е. Санчез - Х. Суарез - М. Сантос - Нето - Гаучо - Контрерас - Естај - вера - Муњоз - Рамирез - Кардозо - Гирланд] - Нефа - Санабрија - Јањез - Маестри - Р. Кастро Аутогол - дел Солар - Каваљо |